# Pardosa santamaria
Pardosa santamaria este o specie de păianjeni din genul Pardosa, familia Lycosidae, descrisă de Alberto Barrion și Litsinger, 1995.
Este endemică în Filipine. Conform Catalogue of Life specia Pardosa santamaria nu are subspecii cunoscute.